# 杜威 (足球运动员)
杜威（1982年2月9日—），已经退役的中国职业足球运动员。出生于河南郑州，司职中后卫。他曾经担任国奥队队长和中国国家队队长。

## 职业生涯
杜威从小就被选入当时由徐根宝创建的的上海有线02足球队，由于他在少年时期就显示出过人的实力，因此早早地引起了媒体的注意，并且在2001年被选入中国国家奥林匹克足球队，担任场上队长，以出色的表现荣获亚足联年度最佳年轻球员殊荣。2002年他入选了中国国家队参加世界杯，并在小组赛后两场比赛中首发打满全场。
之后中国国奥队冲击2004年雅典奥运会失败，杜威在预选赛期间不慎严重受伤而告别赛场半个赛季。
2005年年底，杜威被短期租借到苏格兰足球超级联赛豪门球队凯尔特人，但其优势在苏超赛场上并不突出，也无法很好的融入球队，最终未能赢得对方的认可，不得不于四个月后返回上海申花。
2007赛季杜威虽然是四队长之一，但是在申花一线队两度沉浮，几乎没有被赋予球队队长的袖标和职责，由于不明的原因被俱乐部下放预备队引起轩然大波，但于十余天后又重返一线队。2008赛季他再次成为俱乐部队长，并且在对阵广州医药的比赛中带球六十米后远射破门，攻入其职业生涯中最精彩的进球之一。年底，他成为中国国家队的队长。
2009年10月17日，上海申花在对阵杭州绿城的比赛之前距离联赛积分榜首位的北京国安仅2分的差距，此时杜威向俱乐部主席朱骏提出预支年薪中的70万元得到许可。不过在这场比赛中杜威出现盯人失误，球队被逼平，杜威受到停止比赛的处罚，不过并未停训或停薪。2010年赛季开始前，杜威寻求转会杭州绿城，在双方俱乐部及球员达成初步协议后，上海申花却发现杜威早在2009年赛季结束前就与杭州绿城签订了协议，并且于11月27日中超联赛尚未结束时就在杭州绿城俱乐部的投资方绿城房地产开发的楼盘中用“员工折扣”购买了公寓，并一次性付清了110万房款。上海申花就此向中国足协提出申诉，认为杭州绿城的行为属于第三方违规，杜威的转会问题由此僵持不下。直到2010年赛季开始前不足一周的时间，杭州绿城俱乐部及主教练吴金贵在官方网站发表道歉声明，申花也不再追究责任，并感谢了足协的工作和态度。此时已经参加了绿城新援见面会、并且以队长身份代表绿城出战了热身赛的杜威按照双方协定又身穿申花队服回到申花的康桥基地，在得到了申花俱乐部正式转会许可后才离开，正式转会杭州绿城。
2012年7月3日，杭州绿城突然宣布杜威正式转会加盟山东鲁能泰山。2015年2月，杜威正式转会加盟河北华夏幸福並助球队升级中超。
2016年10月11日，2018年世界杯预选赛亚洲区12强赛A组小组赛第4轮，中国队客场挑战乌兹别克斯坦，杜威代表国足首发，这是他自2013年10月15日国足客场1-1印尼的比赛后，时隔1092天再次为国足出战。

## 感情生活
杜威曾与主持人何卿相识，首次相识于2006年；此后二人分手。

## 荣誉

### 俱乐部

#### 上海申花
- A3冠军杯冠军：2007

#### 山东鲁能泰山
- 中国足协杯冠军：2014

### 个人
- 中国足球超级联赛最佳阵容：2012